# D-dimery
D-dimery – fragmenty fibryny powstające w procesie degradacji fibryny przez plazminę.
Oznaczenie stężenia D-dimerów we krwi włośniczkowej, żylnej lub tętniczej znajduje zastosowanie w wykluczeniu klinicznie istotnej żylnej choroby zakrzepowo-zatorowej i zespołu rozsianego krzepnięcia wewnątrznaczyniowego.